# Obecný kvantifikátor
Obecný kvantifikátor (∀) (také univerzální kvantifikátor či velký kvantifikátor) je matematický symbol používaný nejčastěji v predikátové logice. Do běžného jazyka lze jeho význam přeložit jako „pro každé“. Duálním kvantifikátorem k němu je existenční kvantifikátor s významem „existuje“.

## Etymologie
Znak ∀ pro obecný kvantifikátor vznikl převrácením písmena A z anglického All – všechno, každý.

## Význam
Význam obecného kvantifikátoru lze do češtiny přeložit jako „pro každé“ – umožňuje vyjádřit skutečnost, že danou vlastnost mají všechny uvažované objekty. Například větu „Každý člověk je smrtelný“ můžeme přepsat pomocí obecného kvantifikátoru takto: (∀x)(je-li x člověk, pak x je smrtelné), tj. pro každý myslitelný objekt x platí, že je-li člověkem (tzn. ne například kamenem, Bohem či žirafou), pak je smrtelný.
V případě konečných souborů je možné nahradit obecný kvantifikátor konečným počtem konjunkcí. Například místo toho, abychom řekli „Každý člověk narozený ve 20. století je smrtelný“, můžeme všechny tyto osoby vyjmenovat a o každé prohlásit, že je smrtelná – „Jaroslav Seifert je smrtelný a zároveň Fidel Castro je smrtelný a zároveň Jaromír Jágr je smrtelný a zároveň …“. V případě nekonečných souborů podobnou záměnu provést nelze, neboť vyjmenováváním jednotlivých objektů bychom se nikdy nedobrali konce.

## Příklady použití
- Zápis (∀x)(x ϵ M) znamená „Každý objekt je prvkem množiny M“.

## Negace
Pokud P(x) je výrok,tak výrok ve tvaru ¬(∀x P(x)) lze zapsat jako ∃x ¬P(x).
Kupříkladu výrok ¬(∀xϵℝ -x=x) lze zapsat jako ∃xϵℝ -x≠x